# Neuf variations sur un Menuet de Duport
Les neuf variations en ré majeur pour piano sur un Menuet de Duport, K. 573, sont une œuvre pour piano de Wolfgang Amadeus Mozart, écrite le 29 avril 1789 à Potsdam. La pièce est formée de neuf variations basées sur un Menuet  tiré de la sonate pour violoncelle et continuo op. 4 no 6 de Jean-Pierre Duport, qui était venu s'installer en 1773 auprès de Frédéric le Grand et était maître de violoncelle de Frédéric-Guillaume II. 

## Structure
- Thème: en ré majeur, à 
, 24 mesures, 2 sections répétées 2 fois (mesures 1 à 8, mesures 9 à 24)
- Les Variations I à VII ont 24 mesures, 2 sections répétées 2 fois (mesures 1 à 8, mesures 9 à 24).
- La Variation VI est en ré mineur.
- La Variation VIII est marquée Adagio, et comprend 24 mesures sans reprises.
- La Variation IX commence Allegro, à 
, et comprend 63 mesures, avec d'abord 2 sections répétées 2 fois (mesures 1 à 8, mesures 9 à 24), puis Adagio à la mesure 50, puis Tempo primo, à 
 (mesures 51 à 63).

Durée de l'interprétation : Env. 13 min
Thème :